# ATP Challenger Series 1995
In der folgenden Tabelle werden die Turniere der professionellen Herrentennis-Saison 1995 der ATP Challenger Series dargestellt. Sie bestand aus 86 Turnieren mit einem Preisgeld von 25.000 bis 125.000 US-Dollar. Es war die 18. Ausgabe des Challenger-Turnierzyklus.

## Turnierplan

### Januar
| Datum1 | Ort        | Turnier                   | Preisgeld | Belag2      | Sieger Einzel    | Sieger Doppel                 |
| ------ | ---------- | ------------------------- | --------- | ----------- | ---------------- | ----------------------------- |
| 02.01. | Wellington | BP National Championships | $ 050.000 | Hartplatz   | Brett Steven     | Mark Knowles Daniel Nestor    |
| 23.01. | Heilbronn  | Heilbronn Open            | $ 100.000 | Teppich (i) | David Rikl       | Saša Hiršzon Goran Ivanišević |
| 30.01. | Lippstadt  | Lippstadt Challenger      | $ 025.000 | Teppich (i) | Lars Burgsmüller | Bill Behrens Mathias Huning   |

### Februar
| Datum1 | Ort            | Turnier                   | Preisgeld | Belag2        | Sieger Einzel   | Sieger Doppel                  |
| ------ | -------------- | ------------------------- | --------- | ------------- | --------------- | ------------------------------ |
| 06.02. | Wolfsburg      | Volkswagen Challenger     | $ 025.000 | Teppich (i)   | David Prinosil  | Martin Sinner Joost Winnink    |
| 13.02. | Hambühren      | Hambühren Challenger      | $ 025.000 | Teppich (i)   | Ján Krošlák     | Bret Garnett T. J. Middleton   |
| 13.02. | Mar del Plata  | Mar del Plata Challenger  | $ 025.000 | Sand          | Jiří Novák      | Javier Frana Luis Lobo         |
| 20.02. | Cherbourg      | Cherbourg Challenger      | $ 050.000 | Hartplatz (i) | Gianluca Pozzi  | Bill Behrens Matt Lucena       |
| 20.02. | Mendoza        | Mendoza Challenger        | $ 025.000 | Sand          | Johan van Herck | Donald Johnson Jack Waite      |
| 27.02. | Hamburg        | Warsteiner Challenger     | $ 050.000 | Teppich (i)   | David Prinosil  | David Prinosil Martin Sinner   |
| 27.02. | Indian Wells   | Indian Wells Challenger   | $ 050.000 | Hartplatz     | Tommy Ho        | Nicklas Kulti Mikael Tillström |
| 27.02. | Punta del Este | Punta del Este Challenger | $ 025.000 | Sand          | Emanuel Couto   | Christian Miniussi Diego Pérez |

### März
| Datum1 | Ort                    | Turnier                           | Preisgeld | Belag2        | Sieger Einzel  | Sieger Doppel                |
| ------ | ---------------------- | --------------------------------- | --------- | ------------- | -------------- | ---------------------------- |
| 06.03. | Garmisch-Partenkirchen | Garmisch-Partenkirchen Challenger | $ 025.000 | Hartplatz (i) | Nicolas Kiefer | Lionel Barthez Nuno Marques  |
| 13.03. | Agadir                 | Agadir Challenger                 | $ 075.000 | Sand          | Óscar Martínez | Jordi Burillo Francisco Roig |

### April
| Datum1 | Ort         | Turnier                | Preisgeld | Belag2    | Sieger Einzel   | Sieger Doppel                  |
| ------ | ----------- | ---------------------- | --------- | --------- | --------------- | ------------------------------ |
| 17.04. | Monte Carlo | Monte Carlo Challenger | $ 050.000 | Sand      | Sjeng Schalken  | Nicklas Kulti Mikael Tillström |
| 17.04. | Nagoya      | Nagoya Challenger      | $ 050.000 | Hartplatz | Scott Draper    | Leander Paes Kevin Ullyett     |
| 24.04. | Birmingham  | Birmingham Challenger  | $ 075.000 | Sand      | Bohdan Ulihrach | Ken Flach Bryan Shelton        |

### Mai
| Datum1 | Ort       | Turnier                     | Preisgeld | Belag2    | Sieger Einzel    | Sieger Doppel                    |
| ------ | --------- | --------------------------- | --------- | --------- | ---------------- | -------------------------------- |
| 01.05. | Mumbai    | Bombay Challenger           | $ 050.000 | Hartplatz | Byron Black      | Byron Black Wayne Black          |
| 01.05. | Malta     | Malta Challenger            | $ 025.000 | Hartplatz | Adrian Voinea    | Marius Barnard Lionel Barthez    |
| 08.05. | Ljubljana | Ljubljana Challenger        | $ 125.000 | Sand      | Jordi Burillo    | Nicklas Kulti Mikael Tillström   |
| 08.05. | Jerusalem | Jerusalem Challenger        | $ 050.000 | Hartplatz | Thomas Johansson | Dirk Dier Christian Saceanu      |
| 15.05. | Dresden   | Ostdeutscher Sparkassen Cup | $ 050.000 | Sand      | Kris Goossens    | Matt Lucena Nuno Marques         |
| 22.05. | Budapest  | Budapest Challenger I       | $ 075.000 | Sand      | Jiří Novák       | Pablo Albano Hendrik Jan Davids  |
| 29.05. | Asunción  | Asunción Challenger         | $ 025.000 | Sand      | Jaime Oncins     | Francisco Montana Claude N’Goran |

### Juni
| Datum1 | Ort          | Turnier              | Preisgeld | Belag2 | Sieger Einzel     | Sieger Doppel                    |
| ------ | ------------ | -------------------- | --------- | ------ | ----------------- | -------------------------------- |
| 05.06. | Fürth        | Quelle Cup           | $ 100.000 | Sand   | Christian Ruud    | Andrew Kratzmann Brent Larkham   |
| 05.06. | Annenheim    | Annenheim Challenger | $ 050.000 | Rasen  | Henrik Holm       | Diego Nargiso Nicolás Pereira    |
| 05.06. | Medellín     | Medellín Challenger  | $ 025.000 | Sand   | Jérôme Golmard    | Wayne Black László Markovits     |
| 12.06. | Cali         | Cali Challenger      | $ 050.000 | Sand   | Gastón Etlis      | Francisco Montana Claude N’Goran |
| 12.06. | Weiden       | ATU Cup              | $ 025.000 | Sand   | Dinu Pescariu     | Dirk Dier Lars Koslowski         |
| 19.06. | Košice       | Košice Challenger    | $ 125.000 | Sand   | Adrian Voinea     | Jiří Novák David Rikl            |
| 19.06. | Bogotá       | Bogotá Challenger    | $ 050.000 | Sand   | Jérôme Golmard    | Óscar Ortiz Leander Paes         |
| 19.06. | Eisenach     | Wartburg Open        | $ 025.000 | Sand   | Wojciech Kowalski | Dirk Dier Lars Koslowski         |
| 26.06. | Braunschweig | Nord/LB Open         | $ 125.000 | Sand   | Magnus Gustafsson | Nicklas Kulti Mikael Tillström   |
| 26.06. | Quito        | Quito Challenger     | $ 050.000 | Sand   | Luis Morejón      | Ivan Baron Ian Williams          |

### Juli
| Datum1 | Ort            | Turnier                   | Preisgeld | Belag2    | Sieger Einzel          | Sieger Doppel                          |
| ------ | -------------- | ------------------------- | --------- | --------- | ---------------------- | -------------------------------------- |
| 03.07. | Montauban      | Montauban Challenger      | $ 025.000 | Sand      | Johan van Herck        | Robert Devens Tamer El Sawy            |
| 03.07. | Sevilla        | Copa Sevilla              | $ 025.000 | Sand      | Dirk Dier              | Martijn Bok Tom Vanhoudt               |
| 10.07. | Aptos          | Aptos Challenger          | $ 050.000 | Hartplatz | Daniel Nestor          | Sébastien Leblanc Brian MacPhie        |
| 10.07. | Bristol        | Bristol Challenger        | $ 050.000 | Rasen     | Jeremy Bates           | Maks Mirny Uladsimir Waltschkou        |
| 10.07. | Ulm            | Müller Cup                | $ 050.000 | Sand      | Carl-Uwe Steeb         | Pablo Albano Tom Kempers               |
| 10.07. | Ostende        | Ostend Challenger         | $ 025.000 | Sand      | Johan van Herck        | Clinton Ferreira Aleksandar Kitinov    |
| 17.07. | Scheveningen   | Scheveningen Challenger   | $ 025.000 | Sand      | Jordi Arrese           | Andrei Pavel Eyal Ran                  |
| 17.07. | Granby         | Granby Challenger         | $ 050.000 | Hartplatz | Robbie Weiss           | Brian MacPhie Sandon Stolle            |
| 17.07. | Manchester     | Manchester Challenger     | $ 050.000 | Rasen     | Chris Wilkinson        | Tim Henman Mark Petchey                |
| 17.07. | Belo Horizonte | Belo Horizonte Challenger | $ 025.000 | Hartplatz | Steve Campbell         | David DiLucia Dan Kronauge             |
| 17.07. | Lillehammer    | Lillehammer Challenger    | $ 025.000 | Sand      | Andrew Ilie            | Thomas Johansson Lars-Anders Wahlgren  |
| 17.07. | Oberstaufen    | Oberstaufen Cup           | $ 025.000 | Sand      | Carlos Moyá            | Tomáš Krupa Jiří Novák                 |
| 24.07. | Posen          | Poznań Challenger         | $ 100.000 | Sand      | Jordi Arrese           | Bill Behrens Matt Lucena               |
| 24.07. | Newcastle      | Newcastle Challenger      | $ 050.000 | Hartplatz | Dick Norman            | Andrew Foster Danny Sapsford           |
| 24.07. | São Paulo      | São Paulo Challenger      | $ 050.000 | Hartplatz | Jean-Philippe Fleurian | Lucas Arnold Ker Patricio Arnold       |
| 24.07. | Tampere        | Tampere Challenger        | $ 050.000 | Sand      | Galo Blanco            | Thomas Johansson Mårten Renström       |
| 24.07. | Prag           | Prague Challenger         | $ 025.000 | Sand      | Albert Portas          | Filip Dewulf Vojtěch Flégl             |
| 31.07. | Istanbul       | Istanbul Challenger       | $ 100.000 | Hartplatz | Miles Maclagan         | Lorenzo Manta Omar Camporese           |
| 31.07. | Brasília       | Brasília Challenger       | $ 050.000 | Hartplatz | Leander Paes           | Jean-Philippe Fleurian Nicolás Pereira |
| 31.07. | Lexington      | Lexington Challenger      | $ 050.000 | Hartplatz | Mark Knowles           | Fernon Wibier Chris Woodruff           |

### August
| Datum1 | Ort            | Turnier                   | Preisgeld | Belag2    | Sieger Einzel     | Sieger Doppel                    |
| ------ | -------------- | ------------------------- | --------- | --------- | ----------------- | -------------------------------- |
| 07.08. | Segovia        | Open Castilla y León      | $ 100.000 | Hartplatz | Rodolphe Gilbert  | Rodolphe Gilbert Guillaume Raoux |
| 07.08. | Binghamton     | Binghamton Challenger     | $ 050.000 | Hartplatz | Shūzō Matsuoka    | Scott Humphries Adam Peterson    |
| 07.08. | Rio de Janeiro | Rio de Janeiro Challenger | $ 050.000 | Hartplatz | Nicolás Pereira   | João Cunha e Silva Óscar Ortiz   |
| 14.08. | Graz           | Graz Challenger           | $ 125.000 | Sand      | Carlos Costa      | Pablo Albano Vojtěch Flégl       |
| 14.08. | Bronx          | Bronx Challenger          | $ 050.000 | Hartplatz | Tamer El Sawy     | Jamie Holmes Ross Matheson       |
| 14.08. | Genf           | Geneva Challenger         | $ 050.000 | Sand      | Younes El Aynaoui | Clinton Ferreira Gábor Köves     |
| 21.08. | Pilsen         | Pilzen Challenger         | $ 025.000 | Sand      | David Rikl        | Emanuel Couto João Cunha e Silva |
| 28.08. | Taschkent      | Tashkent Challenger       | $ 125.000 | Sand      | Karim Alami       | Brian Dunn Attila Sávolt         |

### September
| Datum1 | Ort       | Turnier                | Preisgeld | Belag2    | Sieger Einzel         | Sieger Doppel                           |
| ------ | --------- | ---------------------- | --------- | --------- | --------------------- | --------------------------------------- |
| 04.09. | Aruba     | Aruba Challenger       | $ 125.000 | Hartplatz | Chris Woodruff        | Mahesh Bhupathi Leander Paes            |
| 04.09. | Azoren    | Azores Challenger      | $ 050.000 | Hartplatz | Nuno Marques          | Tim Henman Christian Saceanu            |
| 04.09. | Meran     | Merano Challenger      | $ 050.000 | Sand      | Mikael Tillström      | Cristian Brandi Igor Gaudi              |
| 04.09. | Prostějov | Prostějov Challenger   | $ 050.000 | Sand      | Andrea Gaudenzi       | Andrei Pavel Glenn Wilson               |
| 11.09. | Budapest  | Budapest Challenger II | $ 050.000 | Sand      | Carlos Moyá           | Emanuel Couto João Cunha e Silva        |
| 18.09. | Barcelona | Barcelona Challenger   | $ 125.000 | Sand      | Jordi Burillo         | Luis Lobo Javier Sánchez                |
| 18.09. | Neapel    | Napoli Challenger      | $ 050.000 | Sand      | Thomas Johansson      | Stefano Pescosolido Vincenzo Santopadre |
| 18.09. | Singapur  | Singapore Challenger   | $ 050.000 | Hartplatz | Andrei Tscherkassow   | Chris Wilkinson Martin Zumpft           |
| 25.09. | Charleroi | Charleroi Challenger   | $ 025.000 | Hartplatz | Juan Luis Rascón Lope | Tom Kempers Stephen Noteboom            |

### Oktober
| Datum1 | Ort       | Turnier                        | Preisgeld | Belag2        | Sieger Einzel      | Sieger Doppel                     |
| ------ | --------- | ------------------------------ | --------- | ------------- | ------------------ | --------------------------------- |
| 02.10. | Monterrey | Monterrey Challenger           | $ 100.000 | Hartplatz     | João Cunha e Silva | Mark Knowles Daniel Nestor        |
| 02.10. | Syrakus   | Siracusa Challenger            | $ 025.000 | Sand          | Younes El Aynaoui  | Magnus Norman Tomas Nydahl        |
| 09.10. | Guayaquil | Challenger Ciudad de Guayaquil | $ 050.000 | Sand          | Kris Goossens      | Tomáš Krupa Pavel Vízner          |
| 16.10. | Lima      | Lima Challenger                | $ 100.000 | Sand          | Jiří Novák         | Américo Venero Jaime Yzaga        |
| 16.10. | Glendale  | Glendale Challenger            | $ 050.000 | Hartplatz     | Mark Knowles       | Rikard Bergh David Ekerot         |
| 23.10. | Brest     | Brest Challenger               | $ 100.000 | Hartplatz (i) | Andrei Tschesnokow | Olivier Delaître Guillaume Raoux  |
| 23.10. | Seoul     | Seoul Challenger               | $ 050.000 | Sand          | Tim Henman         | Tim Henman Andrew Richardson      |
| 30.10. | Aachen    | Lambertz Open by STAWAG        | $ 050.000 | Teppich (i)   | Jörn Renzenbrink   | David Ekerot László Markovits     |
| 30.10. | Ahmedabad | Ahmedabad Challenger           | $ 025.000 | Sand          | Tomas Nydahl       | Pietro Pennisi Davide Sanguinetti |

### November
| Datum1 | Ort        | Turnier             | Preisgeld | Belag2        | Sieger Einzel    | Sieger Doppel                   |
| ------ | ---------- | ------------------- | --------- | ------------- | ---------------- | ------------------------------- |
| 06.11. | Peking     | Beijing Challenger  | $ 025.000 | Hartplatz     | Dinu Pescariu    | Ivan Baron João Cunha e Silva   |
| 13.11. | Nantes     | Nantes Challenger   | $ 100.000 | Hartplatz (i) | Guillaume Raoux  | Kent Kinnear Sébastien Lareau   |
| 13.11. | La Réunion | Réunion Challenger  | $ 050.000 | Hartplatz     | Tim Henman       | Yahiya Doumbia Fabrice Santoro  |
| 20.11. | Andorra    | Andorra Challenger  | $ 100.000 | Hartplatz     | Alex Rădulescu   | Ken Flach Kelly Jones           |
| 20.11. | Santiago   | Santiago Challenger | $ 025.000 | Sand          | Nicolás Lapentti | Brandon Coupe Sébastien Leblanc |
| 27.11. | Rogaška    | Rogaška Challenger  | $ 025.000 | Teppich (i)   | Alex Rădulescu   | Mark Petchey Andrew Richardson  |

### Dezember
| Datum1 | Ort   | Turnier          | Preisgeld | Belag2    | Sieger Einzel | Sieger Doppel               |
| ------ | ----- | ---------------- | --------- | --------- | ------------- | --------------------------- |
| 11.12. | Perth | Perth Challenger | $ 025.000 | Hartplatz | Andrew Ilie   | Joshua Eagle Andrew Florent |

- 1 Turnierbeginn (ohne Qualifikation)
- 2 Das Kürzel „(i)“ (= indoor) bedeutet, dass das betreffende Turnier in einer Halle ausgetragen wurde.